# Jakob Koranyi
Jakob Koranyi, född 28 maj 1983 i Stockholm, är en svensk cellist. 
Jakob Koranyi har utbildat sig på cello från 1999 på Kungliga Musikhögskolans kammarmusikutbildning på Edsbergs slott i Sollentuna för Torleif Thedéen, för Ralph Kirshbaum på Royal Northern College of Music i Manchester i Storbritannien  samt för Frans Helmerson på Hochschule für Musik i Köln i Tyskland.
Han har fått priserna Prix d'Honneur och Ferminich Prize från Verbier Festival i Schweiz. År 2017 fick han Sixten Gemzéus stora musikstipendium. Han har vunnit bland andra Unga Musiker 2002, Ljunggrenska tävlingen i Göteborg 2004 och Solistpriset 2006. Han vann specialpriset för bästa interpretation av Sjostakovitj konsert No 1 vid Rostropovich-tävlingen i Paris 2009.